# Sonido Tulsa

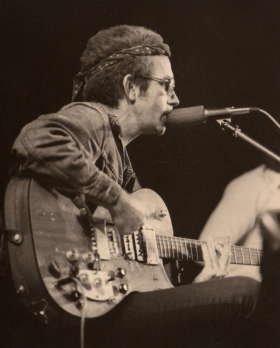
J. J. Cale, Music in 1975

El Tulsa Sound es un estilo musical originario de Tulsa, Oklahoma.
Es una mezcla de Rockabilly, Country, Rock 'n' Roll y sonidos Blues de finales de los años 1950 y principios de los 60. Algunos artistas incluidos en el sonido Tulsa son J.J. Cale, Rocky Frisco, Leon Russell, Elvin Bishop, Roger Tillison, Gene Crose, David Gates, Dwight Twilley, The Gap Band, Jim Byfield, Clyde Stacy, John D. Levan, Bill Pair, The Zigs, Gus Hardin o Don White.

## Influencia del Tulsa Sound en otros músicos
Eric Clapton fue un prominente artista no-Tulsa asociado a este estilo. Durante diez años en la banda de Clapton tocaron los "tulsanos" Carl Radle en el bajo, Dick Sims en el órgano y Jamiez Oldaker en la batería. Durante ese tiempo, Clapton realizaba giras frecuentes en el área de Tulsa. En la crítica al álbum Backless de 1978, el crítico Robert Christgau escribió: "Whatever Eric isn't anymore . . . he's certainly king of the Tulsa sound."